# Улица Ленина (Хабаровск)
Улица Ленина — улица в историческом центре Хабаровска, проходит от площади Славы до Ленинградской улицы. Вместе с улицами Муравьёва-Амурского и Серышева — одна из трёх основных улиц города. Архитектура улицы сочетает в основном сталинскую и более поздние застройки.

## История
Прошла по гребню одного из трёх центральных холмов города — Артиллерийской горе, названной по находившимися здесь военным складам.
В 1880 году улица получила название Барановская в честь военного губернатора Амурской области И. Г. Баранова.
3 июля 1907 года на улице (между современными домами 30 и 32) была торжественно совершена закладка каменного Алексеевского храма, 6 октября 1914 года он был освящён, а в начале 1934 года церковь была разобрана на кирпичи.
Современное название улица получила в честь основателя советского государства В. И. Ленина после установления советской власти, первоначально — Ленинская.
Согласно Постановлению президиума Хабаровского городского Совета № 849 от 05.10.1938 г., по улице планировалась прокладка первой очереди трамвая, следовавшего по маршруту ул. Тургенева — ул. Серышева — Привокзальная пл. — Станционная ул. — Николаевская ул. — ул. Ленина — ул. Тургенева протяжённостью 9,4 км. Осуществить задуманные планы помешала Великая Отечественная война.
В ноябре 2003 года Постановлением мэра Хабаровска А. Н. Соколова № 1495 от 06.11.2003 в здании бывшего Дома культуры завода «Энергомаш» (д. 85 по улице Ленина) был создан Музей истории города Хабаровска.
31 мая 2008 года у пересечения с Волочаевской улицей был установлен памятник «Руки мира» — символ дружбы городов Суйфыньхэ и Хабаровск.

## Достопримечательности

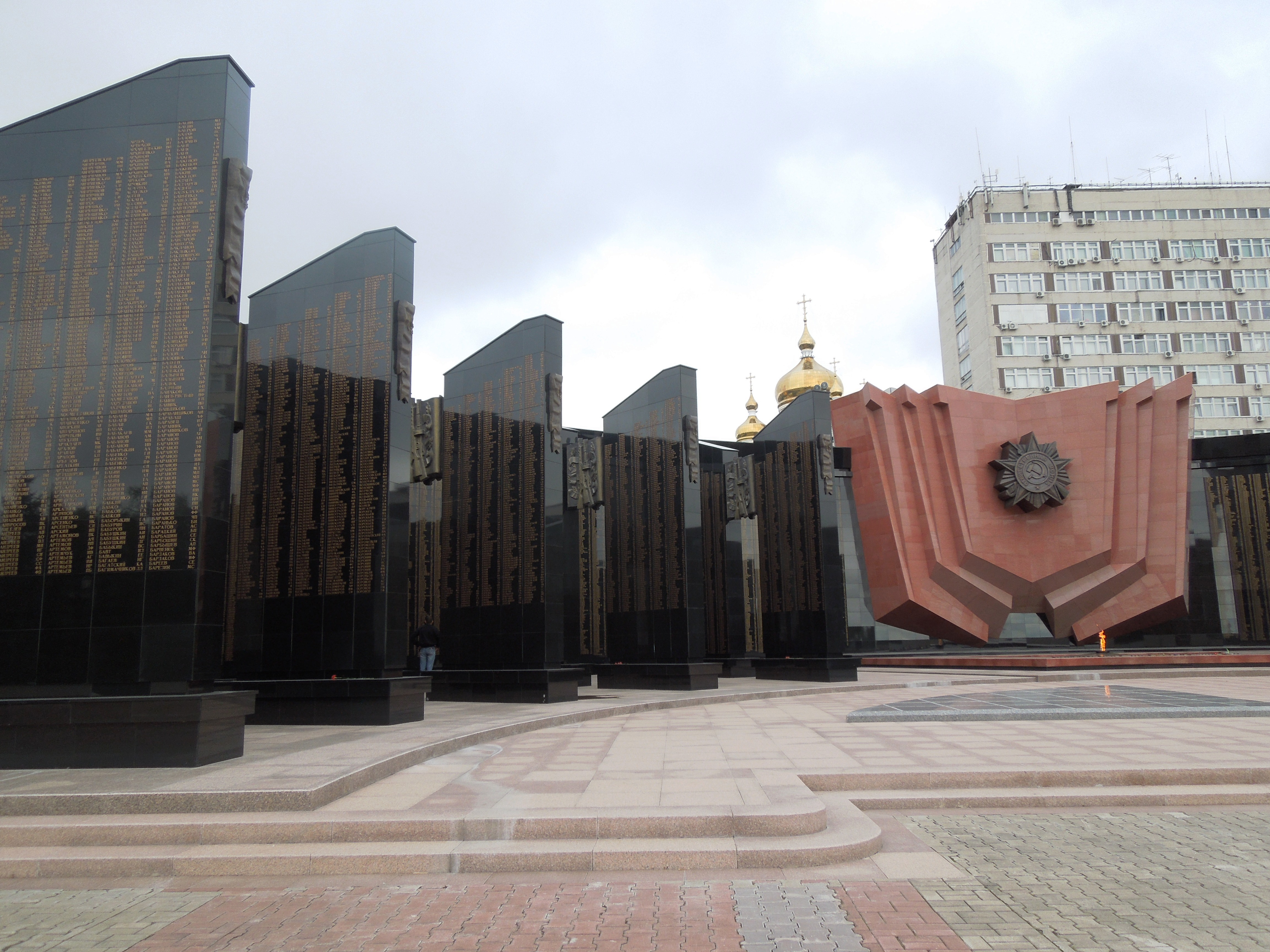
Мемориальный комплекс с Вечным огнём, стена памяти

Мемориальный комплекс с Вечным огнём
д. 15 — бывший дом В. Ф. Плюснина 
д. 16 — бывший доходный дом Л. М. Петренко 
д. 24 — Дальневосточный институт управления
д. 27 — театр «Триада»
д. 34 — дом, в котором размещался штаб Красной гвардии
д. 35 — Хабаровский краевой театр кукол
д. 71 — Дальневосточная телерадиокомпания
д. 85 — Музей истории города Хабаровска
площадь Блюхера

## Известные жители
д. 13 — композитор Н. Н. Менцер (мемориальная доска)

д. 33 — писатель С. Г. Феоктистов

д. 69 — писатель А. А. Вахов (мемориальная доска)

д. 13
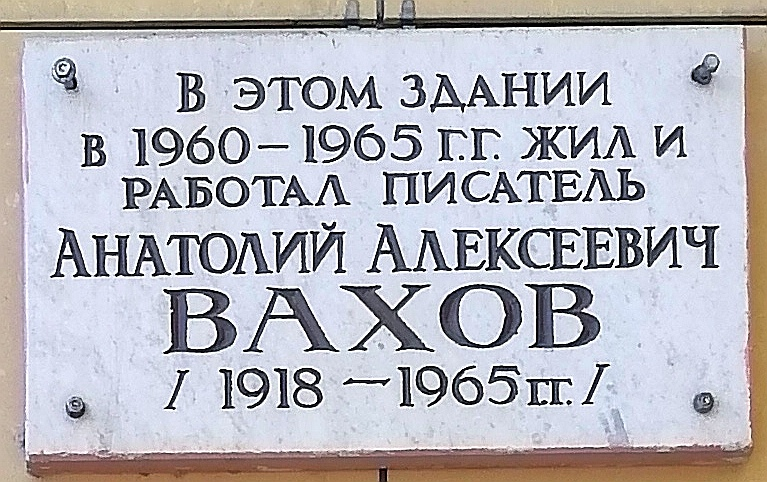
д. 69

## Галерея

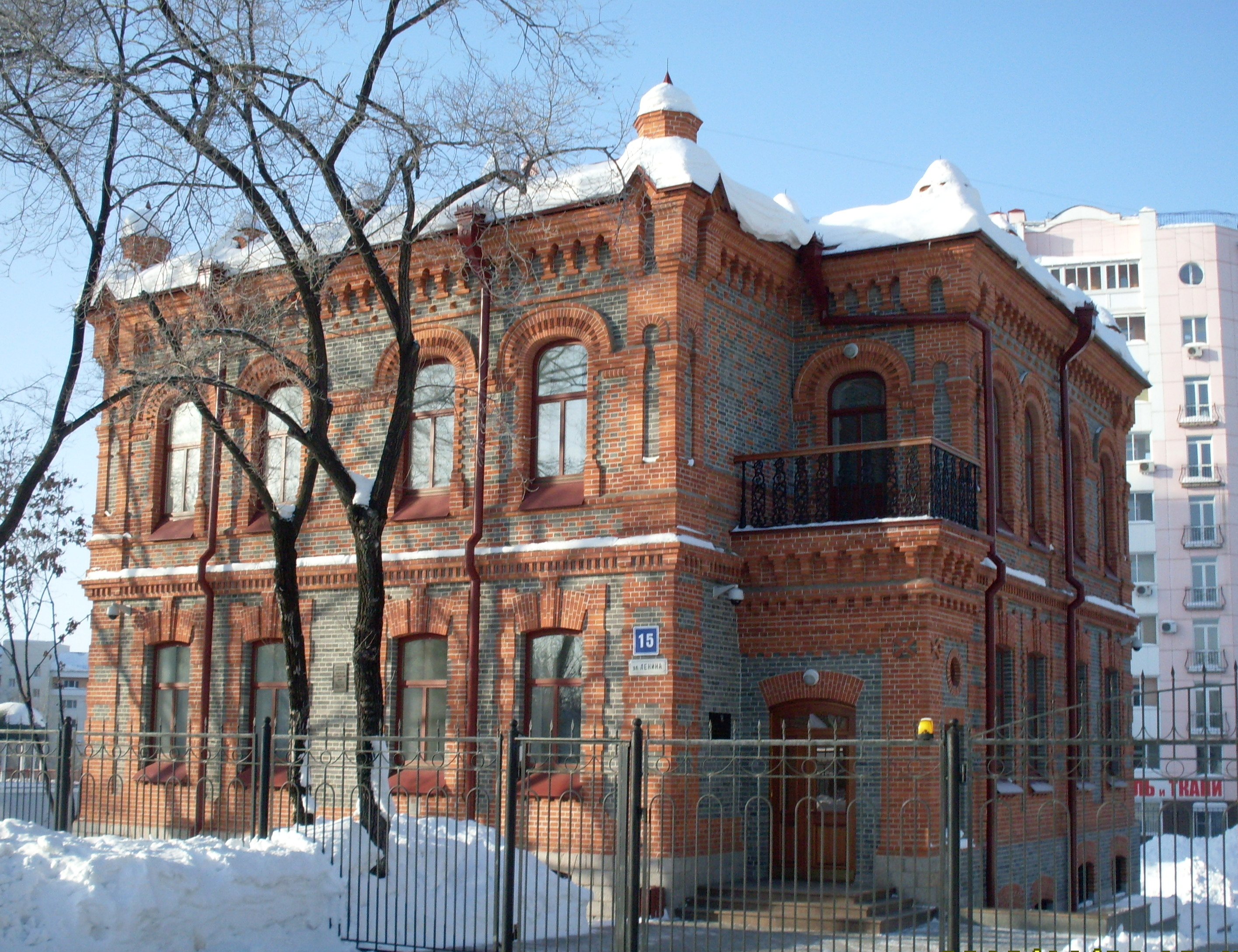
д.15, бывший дом В. Ф. Плюснина, Здание бывшего геологического музея
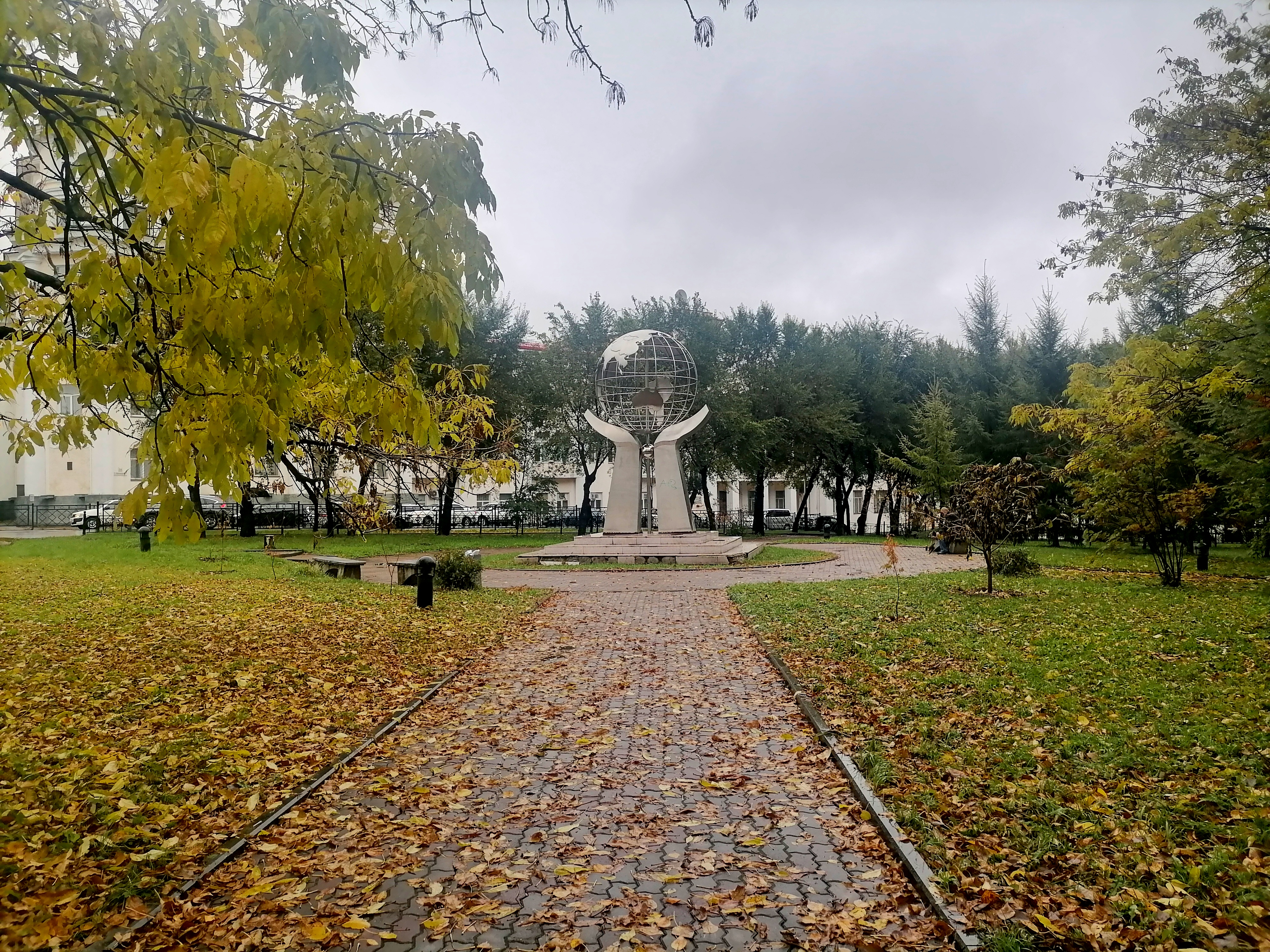
Монумент «Руки дружбы»
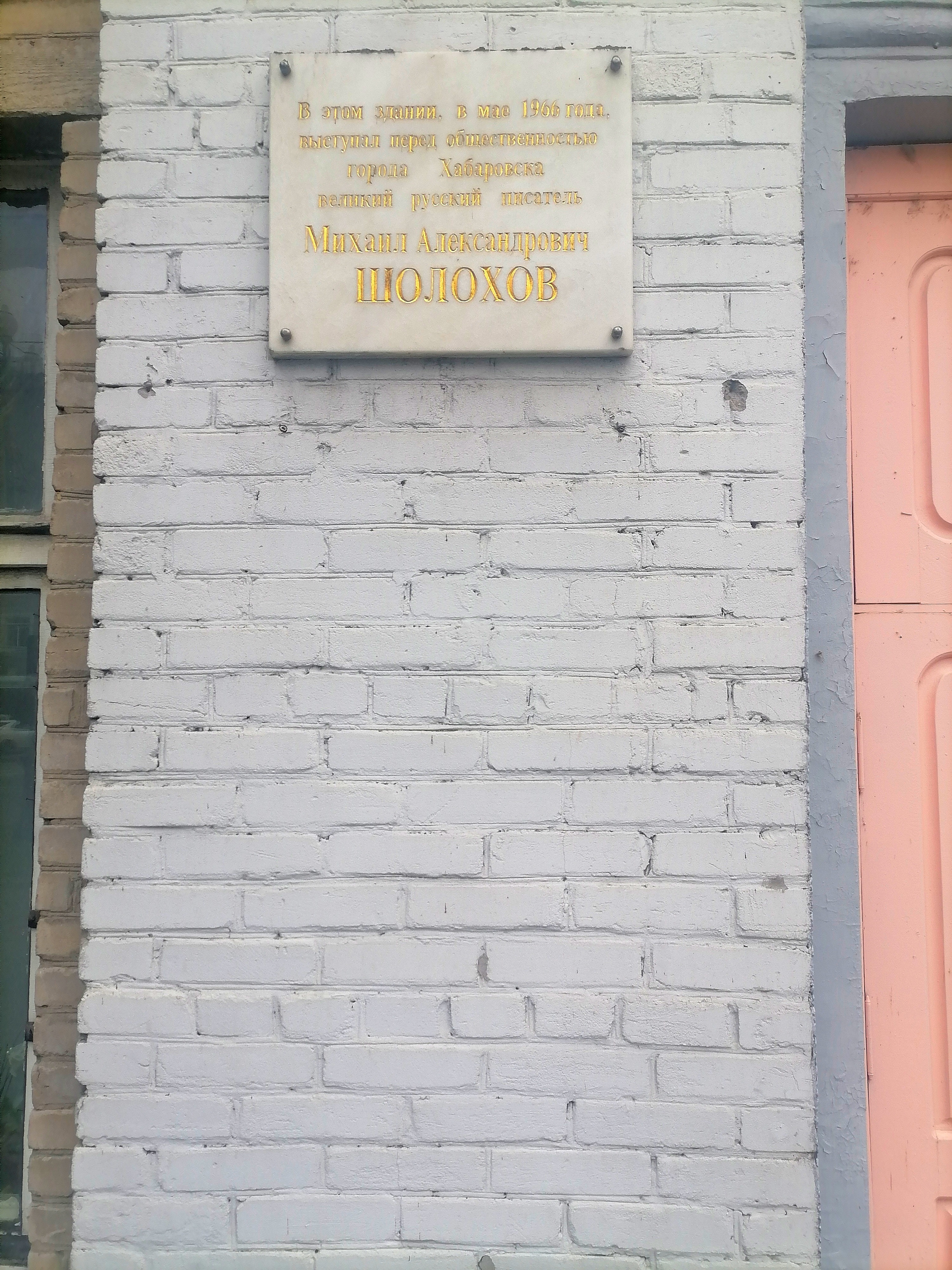
д. 24